# Placówka Straży Celnej „Chełst”

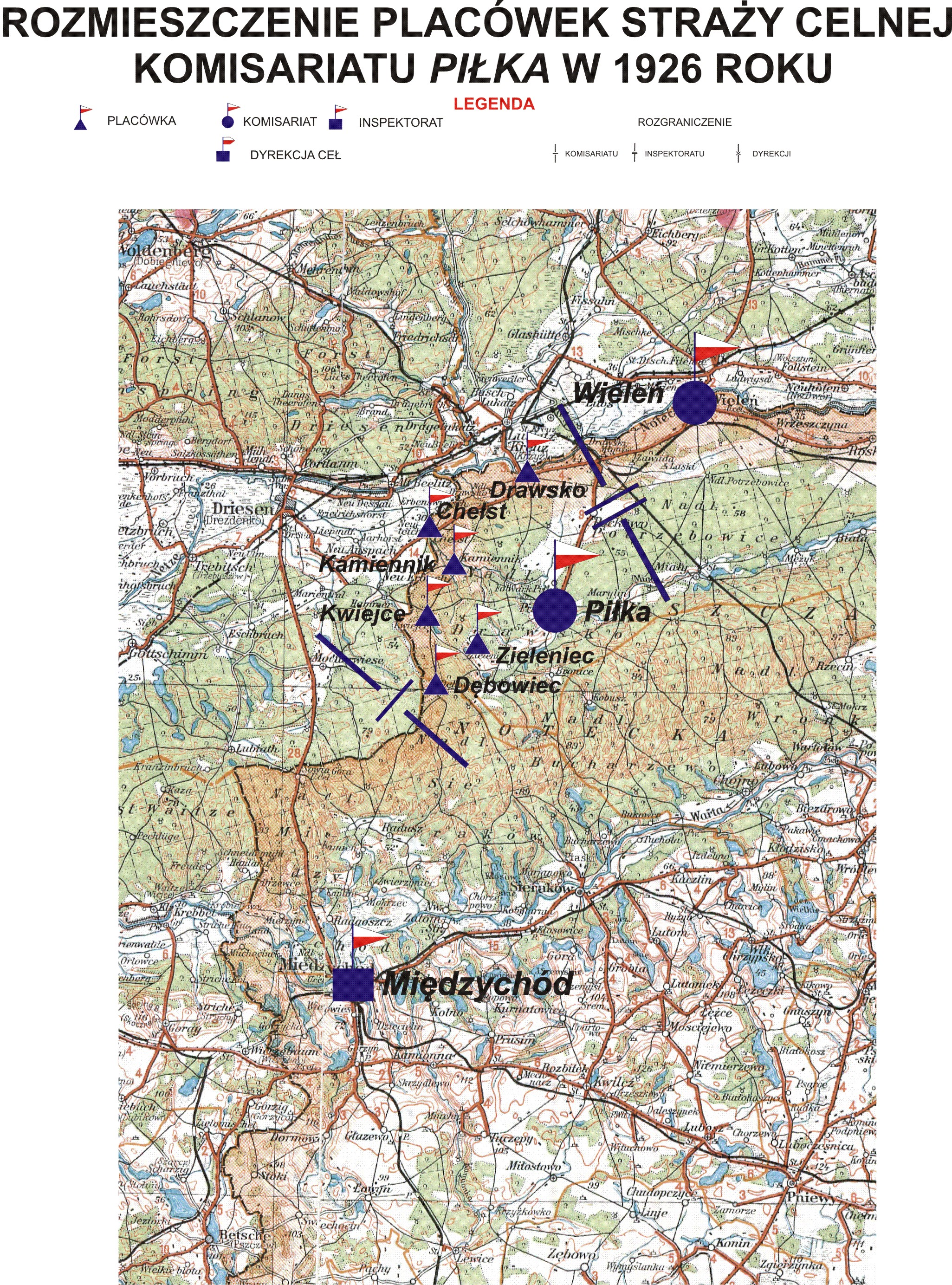
Rozlokowanie placówek Straży Celnej Komisariatu Piłka w 1926

Placówka Straży Celnej „Chełst” – jednostka organizacyjna Straży Celnej pełniąca w okresie międzywojennym służbę ochronną na granicy polsko-niemieckiej.

## Formowanie i zmiany organizacyjne
Na wniosek Ministerstwa Skarbu, uchwałą z 10 marca 1920 roku, powołano do życia Straż Celną. Od połowy 1921 roku jednostki Straży Celnej rozpoczęły przejmowanie odcinków granicy od pododdziałów Batalionów Celnych. Proces tworzenia Straży Celnej trwał do końca 1922 roku. Placówka Straży Celnej „Chełst” weszła w podporządkowanie komisariatu Straży Celnej „Piłka” z Inspektoratu SC „Międzychód”.
W drugiej połowie 1927 roku przystąpiono do gruntownej reorganizacji Straży Celnej. W praktyce skutkowało to rozwiązaniem tej formacji granicznej. Ochronę północnej, zachodniej i południowej granicy państwa przejęła powołana z dniem 2 kwietnia 1928 roku Straż Graniczna.
Rozkazem nr 3 z 25 kwietnia 1928 roku w sprawie organizacji Wielkopolskiego Inspektoratu Okręgowego dowódca Straży Granicznej gen. bryg. Stefan Pasławski określił strukturę organizacyjną komisariat SG „Piłka”. Placówka Straży Granicznej I linii „Chełst” znalazła się w jego strukturze.

## Funkcjonariusze placówki
Kierownicy placówki
| stopień    | imię i nazwisko, numer        | okres pełnienia służby | kolejne stanowisko |
| ---------- | ----------------------------- | ---------------------- | ------------------ |
| przodownik | Franciszek Budziałkowski (38) | był w 1926             |                    |

Obsada personalna placówki w 1926:
- przodownik Franciszek Budziałkowski (38)
- strażnik Wiktor Zieliński (404)
- strażnik Michał Korach (332)
- strażnik Jakub Owsian (417)
- strażnik Franciszek Bolałek (518)
- strażnik Stanisław Zając (1833)
- strażnik Stanisław Grocholski (3145)
- strażnik Leon Gdeczyk (629)
- strażnik Michał Świątek (3215)
- strażnik Antoni Maserak (721)